# Крагсмур (Њујорк)
Крагсмур (енгл. Cragsmoor) насељено је место без административног статуса у америчкој савезној држави Њујорк.

## Демографија
По попису из 2010. године број становника је 449, што је 25 (-5,3%) становника мање него 2000. године.
| Група             | 2000.       | 2010.       |
| Белци             | 431 (90,9%) | 419 (93,3%) |
| Афроамериканци    | 0 (0,0%)    | 3 (0,7%)    |
| Азијати           | 0 (0,0%)    | 4 (0,9%)    |
| Хиспаноамериканци | 23 (4,9%)   | 20 (4,5%)   |
| Укупно            | 474         | 449         |